# Winston Smith
Winston Smith est le personnage principal du roman d'anticipation 1984 de George Orwell (publié en 1949). Son nom est devenu une métaphore de la victime innocente d'une machination politique et du réveil de la conscience. Il est le héros qui ose se révolter alors qu'il sait que le combat contre Big Brother est perdu d'avance. Dans le roman, Winston est un employé du Ministère de la Vérité (Miniver), dont le travail est de réécrire les documents historiques de telle manière qu'ils correspondent à la ligne courante du Parti qui change de jour en jour.

## Travail dans le roman

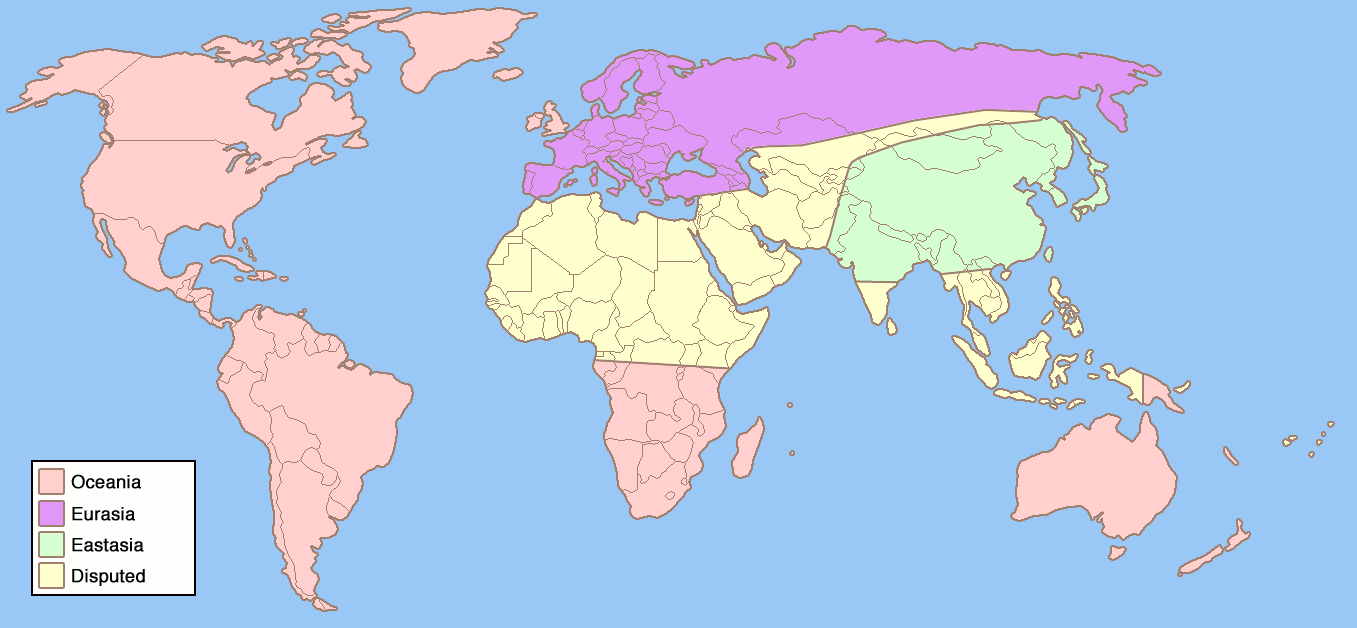
Carte fictive du monde de 1984. Winston vit à Londres, qui fait partie du territoire de l'Océania.

Winston est employé au Ministère de la Vérité (Miniver), dans le Commissariat aux Archives (Commarch). C'est une gigantesque structure pyramidale de béton blanc scintillant et s'élevant à 300 mètres dans les airs, contenant plus de 3000 pièces au-dessus du sol. Sur le mur extérieur se trouvent les trois slogans du Parti: « LA GUERRE EST LA PAIX », « LA LIBERTÉ EST L'ESCLAVAGE », « L'IGNORANCE EST LA FORCE ». Il y a aussi une grande partie souterraine, contenant probablement d'énormes incinérateurs où les documents sont détruits après avoir été placés dans des trous de mémoire. Il participe, malgré sa réticence quant aux pratiques de l'Angsoc, au premier plan de la falsification permanente de l'histoire imposée par la prétendue omniscience du Parti et de son chef Big Brother. Il fréquente dans son Ministère des personnages représentant chacun une vision du Parti.

## Personnages qui connaissent ou fréquentent Winston Smith
- Syme, son ami, qui travaillait à la onzième et dernière édition du dictionnaire novlangue avant d'être « vaporisé » (c'est-à-dire arrêté par la Police de la Pensée qui va jusqu'à détruire chaque preuve de son existence antérieure), était un homme dit bien-pensant, qui approuvait avec un quasi-sadisme toutes les atrocités commises par l'Angsoc tant qu'elles lui paraissaient justifiées, mais qui était trop conscient du phénomène de la Doublepensée pour rester en vie.
- Parsons, son voisin et collègue, est un homme qui se voue corps et âme à la volonté de l'Angsoc, trop crédule pour avoir le moindre soupçon à l'égard du Parti, même après avoir été arrêté (pour crime par la pensée, car il criait « A bas Big Brother » en dormant, avant d'être dénoncé par sa propre fille, fait qu'il évoque avec une certaine fierté). Parsons est partisan de la volonté du Parti de retourner les enfants contre leurs parents en les encourageant à les dénoncer au moindre écart, même après en avoir été lui-même victime.
- Julia, la femme avec qui Winston entretient une relation amoureuse et sexuelle plusieurs fois avant son arrestation, est une comédienne qui joue son rôle à la perfection, faisant croire à son amour du Parti, en pratiquant le plus d'activités possibles, bien qu'elle soit en réalité en désaccord total avec les règles fondamentales (elle a par exemple des rapports sexuels avec des membres du Parti extérieur, ce qu'elle avoue avoir fait de nombreuses fois avant de rencontrer Winston).
- Catherine, la femme légitime de Winston, dont il n'a pas pu divorcer, est comme Parsons une personne parfaitement conditionnée dans le culte de l'Angsoc, et allait jusqu'à faire de la procréation un devoir envers le Parti, ce qui déplaisait fortement à son mari. Elle souhaitait à tout prix faire un enfant pour l'offrir au Parti, allant jusqu'à imposer des relations sexuelles à intervalles régulières à son mari pour accomplir ce prétendu « devoir envers le Parti ».
- O'Brien est un membre du Parti intérieur, et donc un personnage très haut placé, qui s'est particulièrement intéressé au cas de Winston Smith, se comparant même à ce dernier (la « maladie » de Smith mise à part) et le torture sévèrement lors de sa rééducation au Ministère de l'Amour (Miniamour), tout en gardant un air de professeur et souvent un ton didactique visant à mettre Winston en confiance aveugle et non raisonnée comme un conditionnement à son futur amour au Parti et Big Brother. Il est parfaitement conscient de la duperie de l'Angsoc, au courant de la non-existence de Big Brother (qui n'est qu'une personnification de l'Angsoc), mais il semble malgré tout croire à tous ces mensonges, en suivant le concept de la Doublepensée.

## Lelivre
Après s'être engagé dans la Fraternité (ce n'est qu'une mascarade pour l'amener à prêter des serments terroristes et à dévoiler ses vrais penchants), Winston reçoit un exemplaire du livre de l'Ennemi naturel de l'Angsoc et donc de l'Océania : Emmanuel Goldstein. Dans ce livre sont expliquées les principales lignes du slogan du Parti, à savoir :

« La liberté, c'est l'esclavage.
L'ignorance, c'est la force.
La guerre, c'est la paix. »

— 1984, George Orwell
Le fait qu'O'Brien ait participé à la rédaction de ce livre peut être un des éléments l'amenant à comparer son esprit avec celui de Smith.
En apprenant que le livre n'est pas de Goldstein, mais une œuvre du Parti lui-même, on peut se douter que Goldstein est peut-être comme Big Brother, une personnification, mais cette fois-ci de la traîtrise, de l'ennemi, du sabotage et surtout, là où Big Brother est le personnage vers qui est censé se canaliser l'amour du peuple, Goldstein est celui vers qui doit aller la haine. On le voit lors des Deux minutes de la Haine, qui contiennent toutes une image de Goldstein.

## Un criminel par la pensée
D'après la doctrine définie par l'Angsoc, Smith est un criminel par la pensée, mais surtout un malade, qu'il faut guérir, et cette guérison passe par une complète rééducation. Dans les sombres cellules du Ministère de l'Amour (Miniamour), il subira de cruelles épreuves visant à le conditionner à la pensée du parti, et suivant à lui faire accepter n'importe quel concept, tel que 2+2=5, tout en lui faisant comprendre le concept de la Doublepensée, qui est que le Parti peut faire croire aux gens que 2+2=5 en théorie, mais qu'il est en pratique obligé d'utiliser la vérité pour s'en servir de manière sérieuse (pour le développement militaire par exemple).
Le crime de Winston est d'avoir une mémoire, supposée folie pour le Parti, lequel prétend, lors de sa « rééducation », ne pas faire de distinction entre la réalité et le rêve.